# Loewia alpestris
Loewia alpestris är en tvåvingeart som först beskrevs av Villeneuve 1920.  Loewia alpestris ingår i släktet Loewia och familjen parasitflugor. Inga underarter finns listade i Catalogue of Life.